# Bonheur
Bonheur ASA är ett norskt holdingföretag för familjen Olsen. Företaget är noterat på Oslo Børs och har intressen inom energi, shipping, skeppsvarv, media och andra branscher. 
Bonheur har sitt säte i Oslo i Norge.
Företaget kontrolleras av Invento AS och Quatro AS, vilka tillsammans äger omkring hälften av företaget. Bägge dessa bolag ägs av Fred. Olsen & Co., ett företag som helägs av Anette Olsen.
Bonheur slogs samman med förvaltningsbolaget Ganger Rolf ASA i maj 2016.

## Ägarintressen
| Företag                  | Bransch                     | Ägarandel % |
| ------------------------ | --------------------------- | ----------- |
| Fred. Olsen Cruise Lines | Kryssningsfartyg            | 100%        |
| Dolphin Drilling         | Offshoreborrning            | 51.9%       |
| Fred. Olsen Ocean        | Shipping/Offshore vindkraft | 100%        |
| Fred. Olsen Renewables   | Förnyelsebar energi         | 100%        |
| Fred. Olsen Windcarrier  | Shipping/Offshore wind      | 100%        |
| Fred. Olsens gate 2      | Fastigheter                 | 100%        |
| Koksa Eiendom            | Fastigheter                 | 12.6%       |
| NHST Media Group         | Affärstidningar             | 54%         |
| Stavenes Byggeselskap    | Fastigheter                 | 100%        |